# Õru (Valga)
Õru (Duits: Erro) is een plaats in Estland in de gemeente Valga, provincie Valgamaa. Hoewel de plaats de status van vlek (Estisch: alevik) heeft, telt ze maar 199 inwoners (2021).
Tot in oktober 2017 was Õru de hoofdplaats van de gemeente Õru. In die maand werd Õru bij de gemeente Valga gevoegd.

## Bevolking
De ontwikkeling van het aantal inwoners blijkt uit het volgende staatje:
| Jaar            | 2000 | 2011 | 2021 |
| --------------- | ---- | ---- | ---- |
| Aantal inwoners | 221  | 178  | 199  |

## Ligging
De Põhimaantee 3, de hoofdweg van Jõhvi via Tartu en Valga naar de grens met Letland, komt langs Õru.

## Geschiedenis
Õru werd voor het eerst genoemd in 1555 onder de naam Herro, een dorp met een molen op het landgoed van Fölk (Laatre), dat behoorde tot de bezittingen van het Cisterciënzer klooster Falkenau in Kärkna. In 1585 werd Fölk particulier bezit. Õru werd een Hoflage, een niet-zelfstandig landgoed, ondergeschikt aan Fölk. In plaats van Õru gebruikten de Esten meestal de naam Saksamatsi voor het dorp. In de jaren vijftig van de 20e eeuw kreeg de plaats de status van vlek. Ze was toen het bestuurscentrum van de sovchoz Valga. In 1977 werd de naam Õru officieel vastgelegd.